# Місія Ренсімена
Місія Ренсімена — неофіційна місія уряду Великої Британії до Чехословаччини, яку очолював лорд Уолтер Ренсімен із 3 серпня по 16 вересня 1938 р.

## Мета місії
Мала посередницькі функції між урядом Чехословаччини та судето-німецькою партією (лідер Конрад Генляйн), яка орієнтувалась на Німеччину і виступала за автономію Судетської області, вимагаючи від уряду визнання цього статусу. У.Ренсімен по суті підтримував позицію автономії Судетів.
7 вересня 1938 року уряд Чехословаччини, постаючи фактично перед ультиматумом і диктатом «посередницьких» зусиль У.Ренсімена, прийняв план по створенню окремих німецьких та угорських районів, порушуючи тим самим територіальну цілісність країни.
Лорд Ренсімен у доповідній записці прем'єр-міністру Великої Британії Невіллу Чемберлену наполягав на схвалені останнім передачі Судетської області до складу Німеччини.
Місія Ренсімена була проявом панівної політики «умиротворення» агресора та одним із етапів на шляху до підписання Мюнхенської угоди 1938 року.